# Таиланд на зимних Азиатских играх 2011
Таиланд принял участие в 7-х зимних Азиатских играх, проводившихся в 2011 году в Астане и Алма-Ате, отправив 25 спортсмена, участвовавших в соревнованиях по двум видам спорта (фигурное катание и хоккей с шайбой). По результатам Игр сборная Таиланда не завоевала ни одной медали.

## Фигурное катание
| Дисциплина                | Спортсмен               | Короткая программа | Короткая программа | Произвольная программа | Произвольная программа | Сумма  | Сумма |
| Дисциплина                | Спортсмен               | Баллы              | Место              | Баллы                  | Место                  | Баллы  | Место |
| ------------------------- | ----------------------- | ------------------ | ------------------ | ---------------------- | ---------------------- | ------ | ----- |
| Мужское одиночное катание | Карн Луанпреда          | 23,22              | 14                 | 48,27                  | 14                     | 71,49  | 14    |
| Женское одиночное катание | Мими Танасорн Чиндасоок | 40,55              | 9                  | 66,47                  | 9                      | 107,02 | 9     |
| Женское одиночное катание | Сандра Кхопон           | 34,46              | 11                 | 62,90                  | 10                     | 97,36  | 10    |

## Хоккей с шайбой
В составе команды ОАЭ по хоккею с шайбой были заявлены: Ким Джухани Аарола, Тевин Чартсуван, Сонгсак Чоодокмаи, Джейсон Котсмайр, Натапонг Харннаруджчаи, Пасит Джирачаи, Дечбадин Джиттранонт, Касемсунт Касемсунт, Анун Куллугин, Ворравитх Макламтхонг, Ликит Неимван, Киттипхат Онгвисагепаибоон, Понгсак Пхиевклам, Понгкеат Пивекумт, Теерасак Раттаначот, Анон Подпрасерт, Чанчиео Супадилоклук, Чанчит Супадилоклук, Джантапхонг Тенгсакул, Нитат Тхаммасит, Артхит Тхамвонгсин, Пракпоом Тхонгарам.
В первом матче турнира премьер-дивизиона сборная Таиланда проиграла команде Киргизии со счётом 4:15. На послематчевой пресс-конференции тренер киргизской команды Сергей Шавернев отметил, что Таиланд претендует на призовые места в премьер-дивизионе:
Познакомившись с игрой сборной Таиланда, мы поняли, что эта команда будет претендендовать на медали в нашем дивизионе. Команда очень быстрая, организованная, защитники хорошо подключаются к атакам. Во втором и третьем периодах матча тайцы оказали нам упорное сопротивление. В эти минуты игра шла на равных.
Затем сборная Таиланда победила команды Бахрейна, Кувейта, Малайзии, Монголии и ОАЭ, заняв второе место в премьер-дивизионе.
Премьер-дивизион
| Место | Сборная               | И | В | Н | П | Ш      | +/-  | Очки |
| ----- | --------------------- | - | - | - | - | ------ | ---- | ---- |
| 1     | Киргизия              | 6 | 6 | 0 | 0 | 95—23  | +72  | 12   |
| 2     | Таиланд               | 6 | 5 | 0 | 1 | 67—22  | +45  | 10   |
| 3     | ОАЭ                   | 6 | 4 | 0 | 2 | 48—24  | +24  | 8    |
| 4     | Монголия              | 6 | 3 | 0 | 3 | 35—37  | −2   | 6    |
| 5     | Малайзия              | 6 | 2 | 0 | 4 | 46—59  | −13  | 4    |
| 6     | Спортсмены из Кувейта | 6 | 1 | 0 | 5 | 41—40  | +1   | 2    |
| 7     | Бахрейн               | 6 | 0 | 0 | 6 | 11—138 | −127 | 0    |

| 28 января 2011 года 13:30 UTC+6 | \| Таиланд \| 4:15 протокол (недоступная ссылка) \| Киргизия \| | Дворец спорта «Казахстан», Астана Зрителей: 350 Судья: Чхве Юн Ён |
| Таиланд                         | 4:15 протокол (недоступная ссылка)                              | Киргизия                                                          |

| 29 января 2011 года 17:00 UTC+6 | \| Бахрейн \| 0:29 протокол (недоступная ссылка) \| Таиланд \| | Дворец спорта «Казахстан», Астана Судья: Кейт Джи Кей Фонг |
| Бахрейн                         | 0:29 протокол (недоступная ссылка)                             | Таиланд                                                    |

| 31 января 2011 года 20:30 UTC+6 | \| Таиланд \| 5:3 протокол (недоступная ссылка) \| Спортсмены из Кувейта \| | Дворец спорта «Казахстан», Астана Зрителей: 100 Судья: Чхве Юн Ён |
| Таиланд                         | 5:3 протокол (недоступная ссылка)                                           | Спортсмены из Кувейта                                             |

| 2 февраля 2011 года 20:30 UTC+6 | \| Таиланд \| 16:1 протокол (недоступная ссылка) \| Малайзия \| | Дворец спорта «Казахстан», Астана Зрителей: 300 Судья: Убинь Лю |
| Таиланд                         | 16:1 протокол (недоступная ссылка)                              | Малайзия                                                        |

| 4 февраля 2011 года 17:00 UTC+6 | \| Монголия \| 1:7 протокол (недоступная ссылка) \| Таиланд \| | Дворец спорта «Казахстан», Астана Зрителей: 100 Судья: Андрей Сачук |
| Монголия                        | 1:7 протокол (недоступная ссылка)                              | Таиланд                                                             |

| 5 февраля 2011 года 20:30 UTC+6 | \| Таиланд \| 2:9 протокол (недоступная ссылка) \| ОАЭ \| | Дворец спорта «Казахстан», Астана Зрителей: 300 Судья: Андрей Сачук |
| Таиланд                         | 2:9 протокол (недоступная ссылка)                         | ОАЭ                                                                 |